# Saint-Désir
Saint-Désir település Franciaországban, Calvados megyében. Lakosainak száma 1772 fő (2022. január 1.). Saint-Désir Lisieux, Manerbe, Ouilly-le-Vicomte, Le Pré-d’Auge, Saint-Martin-de-la-Lieue és Saint-Pierre-des-Ifs községekkel határos.

## Népesség
A település népessége az elmúlt években az alábbi módon változott:
| Lakosok száma | 1254 | 1449 | 1598 | 1711 | 1663 | 1690 | 1710 | 1751 | 1746 | 1772 |
|               | 1968 | 1982 | 1990 | 2006 | 2013 | 2015 | 2017 | 2019 | 2020 | 2022 |